# Bjuv
Bjuv est une localité suédoise dans la commune de Bjuv, dont elle est le chef-lieu, en Scanie.
Sa population était de 10856 habitants en 2010. 